# Tomas Lindahl
Tomas Lindahl (ur. 28 stycznia 1938 w Sztokholmie) – szwedzki chemik, laureat Nagrody Nobla w dziedzinie chemii w 2015 roku za badania mechanistyczne nad naprawą DNA (wspólnie z Paulem Modrichem i Azizem Sancarem).

## Życiorys
Doktorat uzyskał w 1967 roku w szwedzkim Instytucie Karolinska w Solnie. Specjalizuje się w uszkodzeniach i naprawie DNA. W latach 1978–1982 był profesorem Uniwersytetu w Göteborgu, a w latach 1986–2005 dyrektorem Cancer Research UK w Clare Hall Laboratory w Hertfordshire w Wielkiej Brytanii. Jest laureatem między innymi Medalu Królewskiego Royal Society z 2007 roku  oraz Medalu Copleya z 2010 roku. W 2015 roku razem z amerykańskim biochemikiem Paulem Modrichem i tureckim naukowcem Azizem Sancarem został laureatem Nagrody Nobla w dziedzinie chemii.